# Атамановка (Караідельський район)
Атама́новка (рос. Атамановка, башк. Атамановка) — село у складі Караідельського району Башкортостану, Росія. Входить до складу Кірзинської сільської ради.
Населення — 104 особи (2010; 141 у 2002).
Національний склад:
- росіяни — 52 %
- татари — 34 %